# Scrivo Ancora 3
Scrivo Ancora 3 è il terzo mixtape di Drimer, pubblicato il 21 giugno 2024 per l'etichetta discografica Gold Leaves Academy.

## Il disco
Scrivo Ancora 3 è un mixtape interamente realizzato su basi inedite e rilasciato, come ormai si è soliti fare oggi nel mondo del rap, ufficialmente. Rispetto ai lavori precedenti, esso vanta una lunga serie di featuring e collaborazioni. All'interno del progetto, Drimer sperimenta diversi sottogeneri del rap e altrettante tematiche, passando da brani più impattanti come Hall of fame, featuring Inoki e Dj MS, ad altri più profondi come lo struggente storytelling L'amore?, in cui Drimer racconta la storia di una donna vittima di femminicidio dal suo punto di vista.

## Tracce
1. Genere: real
2. Hall of fame (feat. Inoki, Dj MS)
3. Nati per questo (feat. Jack the Smoker & Giovane Feddini)
4. Moriremo tutti (feat. Willie Peyote
5. Cose concrete (feat. Ticky B)
6. Lezione (feat. Brenno Itani, Dj MS)
7. Aftermath (feat. loge)
8. Certo, ma (feat. Bruno Bug)
9. Non scordarti di me (feat. CRVEL)
10. L'amore?
11. Noi non vi vogliamo 3
12. Marciapiedi (feat. Schiuma)
13. Olimpo
14. C'era una volta a Milano (feat. Dj MS)

## Produttori
- Big House (tracce 1, 7, 8, 10, 14)
- Noise Joke (tracce 2, 6, 13)
- Ric de Large (tracce 3, 5)
- Yazee (traccia 4)
- CRVEL (traccia 11)
- SuperApe (traccia 3)
- Marza (traccia 12)